# 비욘드 유토피아
Beyond Utopia는 Madeleine Gavin이 감독한 2023년 미국 다큐멘터리 영화다. 2023년 선댄스 영화제 에서 첫 선을 보인 이 다큐멘터리는 주로 한국의 인권 운동가이자 2000년부터 1,000명 이상의 탈북자를 구출한 갈렙 선교회의 이사인 김승은 목사를 중심으로 진행된다. 이 영화는 또한 북한 내부의 아마추어 영상을 상영하고 이현서 와 다른 탈북자들을 인터뷰한다.

## 개봉
Beyond Utopia는 2023년 1월 21일 2023 선댄스 영화제 에서 데뷔했다. 이 영화는 2023년 10월 8일 제28회 부산국제영화제 '다큐멘터리 쇼케이스' 부문에서 상영됐다. 미국에서는 Roadside Attractions 와 Fathom Events가 배급권을 획득하고 2023년 10월 23일과 10월 24일 이틀간 상영을 통해 영화를 개봉했다. 인디팬던트 렌즈(Independent Lens)는 영화에 대한 방송 TV 권리를 획득하여 2024년 1월 9일 방송을 설정했다.

## 수용
리뷰 애그리게이터 웹사이트인 Rotten Tomatoes에서, 57명의 비평가들의 리뷰 중 100%가 긍정적이며, 평균 평점은 8.7/10이다. 웹사이트의 합의문에는 "스릴러처럼 느껴지는 다큐멘터리, Beyond Utopia는 억압받는 삶의 포착되고 무서운 장면이다"라고 쓰여 있다. 가중 평균을 사용하는 메타크리틱은 15명의 비평가들을 기준으로, 100점 만점에 84점을 부여하여, "보편적인 호평"을 나타냈다.
/Film 에 대한 글을 쓴 Ben Pearson은 영화에 10점 만점에 9점을 주었고 휴대용 영상이 "아주 특별할 것 없다"고 생각했다. 버라이어티 ' 오웬 글레이버먼(Owen Gleiberman) 은 인상적인 직접 카메라 작업을 통해 관객들에게 북한의 "잊혀진" 비극을 보여준 영화를 칭찬했다. 좀 더 혼합된 리뷰에서 헐리우드 리포터(The Hollywood Reporter) 에 기고한 다니엘 파인버그(Daniel Fienberg)는 이 영화가 탈북 가족들을 추적하면서 긴장감 넘치고 감동적인 이야기를 담고 있다는 점을 발견했지만, 북한에 대한 "건조하고 생명 없는" 역사 교훈이 포함된 점을 비웃었다. 설득력 있는 직접 설명과 맞지 않았다.

### 표창
| 어워드                                                                              | 시상식 날짜 | 카테고리                               | 수상자                                                                                | 결과       | 참고 |
| ----------------------------------------------------------------------------------- | ----------- | -------------------------------------- | ------------------------------------------------------------------------------------- | ---------- | ---- |
| 비평가의 선택 다큐멘터리 상 (Critics' Choice Documentary Awards)                    | 2023.11.12  | 최고의 감독                            | 매들린 개빈(Madeleine Gavin)                                                          | 노미네이트 |      |
| 비평가의 선택 다큐멘터리 상 (Critics' Choice Documentary Awards)                    | 2023.11.12  | 최고의 편집                            | 매들린 개빈(Madeleine Gavin)                                                          | 노미네이트 |      |
| 미국 감독 조합상(Directors Guild of America Awards)                                 | 2024.02.10  | 뛰어난 연출 – 다큐멘터리               | 매들린 개빈(Madeleine Gavin)                                                          | 노미네이트 |      |
| 시네마 아이 아너스(Cinema Eye Honors)                                               | 2024.01.12  | 우수 결과물                            | 야나 에델바움, 레이첼 코헨, 수 미 테리 (Jana Edelbaum, Rachel Cohen and Sue Mi Terry) | 노미네이트 |      |
| 선댄스 영화제(Sundance Film Festival)                                               | 2023.01.09  | 미국 다큐멘터리 공모전: 심사위원 대상  | 유토피아 너머(Beyond Utopia)                                                          | 노미네이트 |      |
| 선댄스 영화제(Sundance Film Festival)                                               | 2023.01.29  | 미국 다큐멘터리 공모전: 관객상         | 유토피아 너머(Beyond Utopia)                                                          | 수상       |      |
| 시드니 영화제(Sydney Film Festival)                                                 | 2023.06.18  | 최고의 국제 다큐멘터리 부문 GIO 관객상 | 유토피아 너머(Beyond Utopia)                                                          | 수상       |      |
| 예루살렘 영화제(Jerusalem Film Festival)                                            | 2023.07.23  | 자유를 위한 정신상                     | 유토피아 너머(Beyond Utopia)                                                          | 노미네이트 |      |
| 아시아 태평양 스크린 어워드(Asia Pacific Screen Awards)                             | 2023.11.03  | 최고의 다큐멘터리 영화                 | 유토피아 너머(Beyond Utopia)                                                          | 노미네이트 |      |
| 비평가의 선택 다큐멘터리 상 (Critics' Choice Documentary Awards)                    | 2023.11.12  | 최고의 다큐멘터리 특집                 | 유토피아 너머(Beyond Utopia)                                                          | 노미네이트 |      |
| 비평가의 선택 다큐멘터리 상 (Critics' Choice Documentary Awards)                    | 2023.11.12  | 최우수 정치 다큐멘터리                 | 유토피아 너머(Beyond Utopia)                                                          | 노미네이트 |      |
| 인디와이어 비평가 여론조사(IndieWire Critics Poll)                                  | 2023.12.11  | 최고의 다큐멘터리                      | 유토피아 너머(Beyond Utopia)                                                          | 7등        |      |
| 시카고 영화 비평가 협회(Chicago Film Critics Association)                           | 2023.12.12  | 최우수 다큐멘터리 영화                 | 유토피아 너머(Beyond Utopia)                                                          | 노미네이트 |      |
| 라스베거스 영화 비평가 협회(Las Vegas Film Critics Society)                         | 2023.12.13  | 최고의 다큐멘터리                      | 유토피아 너머(Beyond Utopia)                                                          | 노미네이트 |      |
| 세인트 루이스 영화 비평가 협회(St. Louis Film Critics Association)                  | 2023.12.17  | 최우수 다큐멘터리 영화                 | 유토피아 너머(Beyond Utopia)                                                          | 노미네이트 |      |
| 인디애나 영화 저널리스트 협회(Indiana Film Journalists Association)                 | 2023.12.17  | 최고의 다큐멘터리                      | 유토피아 너머(Beyond Utopia)                                                          | 노미네이트 |      |
| 북텍사스 영화 비평가 협회(North Texas Film Critics Association)                     | 2023.12.18  | 최우수 다큐멘터리 영화                 | 유토피아 너머(Beyond Utopia)                                                          | 노미네이트 |      |
| 여성 영화 비평가 협회상(Women Film Critics Circle Awards)                           | 2023.12.18  | 여성에 관한 최고의 다큐멘터리          | 유토피아 너머(Beyond Utopia)                                                          | 노미네이트 |      |
| 여성 영화 기자 연맹(Alliance of Women Film Journalists)                             | 2024.01.03  | 최고의 다큐멘터리                      | 유토피아 너머(Beyond Utopia)                                                          | 노미네이트 |      |
| 조지아 영화 비평가 협회(Georgia Film Critics Association)                           | 2024.01.05  | 최우수 다큐멘터리 영화                 | 유토피아 너머(Beyond Utopia)                                                          | 상위입상자 |      |
| 할리우드 크리에이티브 얼라이언스(Hollywood Creative Alliance)                       | 2024.01.06  | 최고의 다큐멘터리 특집                 | 유토피아 너머(Beyond Utopia)                                                          | 노미네이트 |      |
| 시애틀 영화 비평가 협회(Seattle Film Critics Society)                               | 2024.01.08  | 최고의 다큐멘터리 특집                 | 유토피아 너머(Beyond Utopia)                                                          | 노미네이트 |      |
| 샌프란시스코 베이 지역 영화 비평가 협회(San Francisco Bay Area Film Critics Circle) | 2024.01.09  | 최우수 다큐멘터리 영화                 | 유토피아 너머(Beyond Utopia)                                                          | 노미네이트 |      |
| 오스틴 영화 비평가 협회(Austin Film Critics Association)                            | 2024.01.10  | 최고의 다큐멘터리                      | 유토피아 너머(Beyond Utopia)                                                          | 노미네이트 |      |
| 시네마 아이 아너스(Cinema Eye Honors)                                               | 2024.01.12  | 관객이 선택한 상                       | 유토피아 너머(Beyond Utopia)                                                          | 노미네이트 |      |
| 덴버 영화 비평가 협회(Denver Film Critics Society)                                  | 2024.01.12  | 최고의 다큐멘터리 특집                 | 유토피아 너머(Beyond Utopia)                                                          | 노미네이트 |      |
| 휴스턴 영화 비평가 협회(Houston Film Critics Society)                               | 2024.01.22  | 최고의 다큐멘터리 특집                 | 유토피아 너머(Beyond Utopia)                                                          | 노미네이트 |      |
| 미국 프로듀서 길드 상(Producers Guild of America Awards)                            | 2024.01.25  | 다큐멘터리 연극 영화의 뛰어난 프로듀서 | 유토피아 너머(Beyond Utopia)                                                          | 노미네이트 |      |